# Harvest (Секретное вторжение)
«Harvest» (с англ. — «Урожай») — пятый эпизод американского сериала «Секретное вторжение», который основан на одноимённом кроссовере, опубликованном издательством Marvel Comics. События эпизода происходят в медиафраншизе «Кинематографическая вселенная Marvel» и связаны с фильмами франшизы. Сценаристы — Майкл Бхим и Брайан Такер, режиссёр — Али Селим.
Сэмюэл Л. Джексон исполнил роль Ника Фьюри, а Бен Мендельсон — Талоса. В остальных ролях — Кингсли Бен-Адир, Шарлейн Вудард, Киллиан Скотт, Сэмюэл Адевунми, Дермот Малруни, Кэти Финнеран, Эмилия Кларк, Оливия Колман и Дон Чидл. Селим присоединился к разработке сериала в мае 2021 года и был назначен режиссёром всех эпизодов.
Эпизод «Урожай» был выпущен на стриминговом сервисе Disney+ 19 июля 2023 года.

## Сюжет
После неудачного нападения отряда нового генерала скруллов Гравика на конвой президента США Ритсона, Ник Фьюри отвозит его в госпиталь, где садится с пистолетом перед дверьми операционной.
В Новом Скруллосе, участник отряда Гравика Пейгон возмущается действиями Гравика, поскольку при атаке на конвой он мог убить и Фьюри и забрать президента, однако он не сделал ни того, ни другого, но при этом убил бывшего генерала скруллов Талоса. За унижение среди своих подданных, Гравик убивает Пейгона с помощью способности Грута, что вызывает недоумение у всех скруллов. После этого он звонит Рааве — скруллу, заменившему полковника Джеймса Роудса, и приказывает ей раскрыть наличие скруллов и убедить президента Ритсона ударить по Новому Скруллосу, находящемуся в России, тем самым спровоцировав Третью мировую войну между США и Россией.
Раава в обличие Роудса приезжает в больницу к президенту, однако его останавливает Фьюри. Роудс шантажирует Фьюри тем, что после этого запись убийства агента Марии Хилл будет опубликована всему миру, после чего Фьюри уходит, обещая найти Гравика.
Лондон. Запись убийства Гравиком в обличии Фьюри Марии Хилл опубликовывается на весь мир, что делает Ника Фьюри международным преступником. Агент MI6 Соня Фолсуорт приходит к одному из советников, ранит его и раскрывает всем, что он скрулл, после чего заставляет его раскрыть местонахождение учёной пары по фамилии Далтон, занимающейся разработками Суперскруллов.
В Новом Скруллосе, Гравику звонит Раава, и обещает убедить президента начать войну. Внезапно на Гравика нападают скруллы, недовольные его политикой и пытаются убить, однако с помощью своих способностей, Гравик убивает всех нападавших на глазах других скруллов, в том числе и новобранца Бито.
Фьюри приходит на место, где однажды убедил скруллов работать на него и встречает там дочь Талоса — Г’айю. Она осуждает Ника за гибель Талоса и сообщает ему некоторые данные о собранных Гравиком данных, и его цель — использовать, кроме основных сывороток, некую сыворотку «Урожай». Фьюри уходит, убеждая Г’айю отправиться к его жене Присцилле, где она сможет похоронить своего отца.
Тем временем Соня Фолсуорт проникает в лабораторию Розы Далтон и её мужа и под угрозой пистолета изымает все образцы и сжигает лабораторию. Пару арестовывают, однако муж Далтон высвобождается и берёт в заложники свою жену, и после небольшого монолога, Соня убивает его.
Г’айа приходит к Присцилле, и вместе они хоронят Талоса. Присцилла рассказывает ей о жизни с Ником до и после Скачка. После этого, на дом Присциллы нападают скруллы по приказу Гравика, но вместе с усилиями Г’айи они их убивают.
Полковник Роудс приходит к очнувшемуся президенту Ритсону и объявляет ему местоположение Нового Скруллоса, пытаясь убедить его нанести по нему удар. Гравик звонит Фьюри и начинает шантажировать Ника тем, что если он не получит сыворотку «Урожай», президент взорвёт Новый Скруллос со всеми скруллами и людьми, заточёнными в нём, чьи внешности скруллы используют.
Фьюри отправляется на самолёте в Финляндию, и с помощью технологии маскировки лица и поддельных удостоверений проходит контроль в аэропорте и садится в машину к Соне Фолсуорт. По пути, Фьюри расскрывает Соне, что Роудс является скруллом, и что сыворотка «Урожай» была создана на основе ДНК большинства Мстителей, полученных после битвы за Землю, и что сбором данных образцов занимался Гравик. Они прибывают на могилу Фьюри, где Ник из надгробия изымает сыворотку, после чего забирает свою одежду, надевает повязку на левый глаз и призывает Соню закончить начатое.

## Реакция
На сайте-агрегаторе рецензий Rotten Tomatoes рейтинг эпизода — 50 % на основе 10 отзывов.
Мэтт Пёрслоу из IGN дал эпизоду 6 баллов из 10 и написал, что серии удаётся создать напряжение перед финалом. Кирстен Говард из Den of Geek оценила эпизод в 3 звезды из 5 и отметила отсылку к технологиям Чёрных вдов. Брэдли Рассел из GamesRadar вручил серии 2 звезды из 5 и посчитал, что только благодаря игре Оливии Колман её можно смотреть. Фрэн Руис из Space.com, напротив, подумал, что «это может быть самый сильный эпизод на данный момент».

## Комментарии
1. ↑  Ранее появлялся в фильме «Чёрная вдова» (2021).
2. ↑  События эпизода «Beloved».
3. ↑  События эпизода «Resurrection»
4. ↑  Использованной Наташей Романофф / Чёрной вдовой в фильмах «Первый мститель: Другая война» (2014) и «Чёрная вдова» (2021), и агентом Шэрон Картер в сериале «Сокол и Зимний солдат» (2021).
5. ↑  События фильма «Мстители: Финал» (2019).
6. ↑  В конце фильма «Первый мститель: Другая война» (2014) была показана могила Ника Фьюри, однако это другое надгробие, так как в фильме Ника хоронили в США, а данная могила находится в Финляндии.
7. ↑  Ослеплённый котом Гусей в фильме «Капитан Марвел» (2019).